# James Comey
James Brien Comey, Jr. (Yonkers, 14 dicembre 1960) è un dirigente pubblico statunitense, 7° direttore del Federal Bureau of Investigation (FBI) dal 4 settembre 2013 al 9 maggio 2017. Comey è stato un noto repubblicano per la maggior parte della sua vita adulta; tuttavia, nel 2016 si è descritto come non affiliato politicamente.
Durante l'amministrazione del presidente George W. Bush, Comey ha ricoperto la carica di Procuratore federale degli Stati Uniti per il Distretto meridionale di New York da gennaio 2002 a dicembre 2003 e successivamente Vice-procuratore generale da dicembre 2003 ad agosto 2005. Nell'agosto 2005, Comey ha lasciato il Dipartimento di Giustizia degli Stati Uniti d'America per assumere la carica di vicepresidente di Lockheed Martin come consulente generale. Nel 2010 è diventato consulente generale presso la Bridgewater Associates. A inizio 2013, ha abbandonato la Bridgewater per divenire ricercatore senior e assistente per Roger Hertog sulla legge sulla sicurezza nazionale alla Columbia Law School (CLS). Ha preso parte al consiglio di amministrazione della HSBC Holdings fino al 2013.
Nel settembre 2013, il presidente Barack Obama ha nominato Comey per la posizione di Direttore dell'FBI. In tale mandato, è stato responsabile per la supervisione delle indagini dell'FBI sulla controversia circa un presunto utilizzo improprio da parte dell'allora Segretario di Stato Hillary Clinton. Il ruolo di Comey durante le elezioni presidenziali del 2016 è stato molto controverso. Alcuni analisti e alcuni sostenitori della Clinton sostengono che le sue decisioni poco prima delle elezioni del 2016 potrebbero avergli costato la presidenza, in particolare la sua decisione di riaprire le indagini sulle mail della Clinton meno di due settimane prima dell'elezione. Il 14 giugno 2018, l'Ispettore generale del Dipartimento di Giustizia degli Stati Uniti, Micheal E. Horowitz ha rilasciato il suo rapporto sulla gestione da parte dell'FBI delle indagini sulle mail della Clinton, in cui sono state criticate le azioni di Comey nel corso delle elezioni del 2016.
Comey è stato licenziato dal presidente Donald Trump il 9 maggio 2017. Il motivo sarebbe stato il rifiuto di fermare le indagini dell'FBI su Michael Flynn, l'ex-consigliere per la sicurezza nazionale malgrado le richieste del presidente che vedeva in tali indagini una minaccia sulla popolarità della sua presidenza.

## Biografia
James Comey, di origini irlandesi, è nato a Yonkers, New York, dalla madre Joan Marie Comey (cognome da nubile: Herald) e dal padre J. Brien Comey. Suo nonno, William J. Comey, fu un funzionario e commissario del Dipartimento di Polizia di Yonkers. La famiglia si trasferì ad Allendale, New Jersey ad inizio anni '70. Suo padre lavorò nel settore immobiliare, mentre la madre fu una consulente informatico e casalinga.
Comey ha frequentato la Northern Highlands Regional High School ad Allendale, New Jersey. Si è laureato con lode presso il College di William e Mary nel 1982, specializzandosi in chimica e religione. Nella sua tesi di fine percorso analizzò l'impianto teologico di Reinhold Niebuhr e del tele-evangelista Jerry Falwell, enfatizzando la loro comune fiducia nell'azione pubblica. Comey ha ricevuto il suo juris doctor (o abbreviato J.D.) dalla Facoltà di giurisprudenza dell'Università di Chicago nel 1985.
Comey è stato cresciuto con un'educazione cattolica. Comey successivamente frequentò la Chiesa metodista unita e insegnò nella Scuola domenicale. Alto 203 cm, è coniugato. James Comey e sua moglie Patrice Failor hanno avuto 5 figli. Precedentemente Comey si era impegnato alla campagna presidenziale del senatore John McCain del 2008 alle elezioni presidenziali negli Stati Uniti d'America del 2008 e del governatore Mitt Romney alle elezioni presidenziali negli Stati Uniti d'America del 2012.

## Carriera iniziale (1985-1993)
Dopo la Facoltà di giurisprudenza, Comey ha lavorato come assistente legale per l'allora giudice distrettuale John M. Walker a Manhattan, New York. Successivamente è stato socio presso l'ufficio di New York dello studio legale multinazionale di Gibson, Dunn & Crutcher. Ha poi lavorato presso l'Ufficio del Procuratore distrettuale del Distretto meridionale di New York, dove ha lavorato dal 1987 al 1993. Durante la sua permanenza lì, ha assunto la carica di Vice capo della Divisione penale e diede una mano nella persecuzione contro la famiglia mafiosa dei Gambino.

## Amministrazione Clinton (1996-2001)

### Sostituto procuratore
Dal 1996 al 2001 Comey è stato Sostituto procuratore degli Stati Uniti in carica per la Divisione di Richmond della Corte distrettuale degli Stati Uniti per il distretto orientale della Virginia. Nel 1996 Comey ha ricoperto la carica di Procuratore capo nel caso riguardante l'attentato terroristico alle Torri di Khobar, in Arabia Saudita. Durante la sua permanenza a Richmond, Comey è stato professore aggiunto di diritto presso la Facoltà di giurisprudenza dell'Università di Richmond.

## Amministrazione Bush (2002-2005)

### Procuratore federale
Comey è stato Procuratore federale per il Distretto meridionale di New York dal gennaio 2002 fino al momento della sua conferma come Vice-procuratore generale l'11 dicembre 2003. Tra i suoi primi impegni ci fu il prendere la guida delle indagini sul controverso indulto di Bill Clinton nei confronti di March Rich, in cui Comey concluse che non ci fu alcuna illegalità. Nel novembre 2002, ha condotto l'accusa contro tre uomini coinvolti in uno dei più grandi casi di furto di identità nella storia degli Stati Uniti. La frode durò due anni e portò migliaia di persone in tutto il Paese a perdere complessivamente 3 milioni di dollari. Egli condusse anche l'imputazione del fondatore di Adelphia Communications, John Rigas, per frode bancaria, frode informatica e frode finanziaria. Nel 2004 e 2005 Rigas venne ritenute colpevole per i capi imputati, e venne condannato a 15 in una prigione federale. La Adelphia fu costretta a dichiarare bancarotta dopo aver riconosciuto di aver ottenuto 3.3 miliardi di dollari in falsi prestiti. Fu "una delle frodi societarie più elaborate ed estese nella storia degli Stati Uniti".
Nel febbraio 2003 Comey è stato il Procuratore capo nel processo a Martha Stewart, imputata per frode finanziaria, intralcio alla giustizia e mentire ad un agente dell'FBI. La Stewart vendette 3.928 azioni di ImClone Systems, evitando in questo modo una perdita di $45.673. Il giorno successivo, la Food and Drug Administration respinse la richiesta della compagnia per Erbitux. Nel 2003 ha guidato l'imputazione dell'amministratore delegato di ImClone, Samuel Waksal, il quale si dichiarò colpevole per aver eluso il pagamento di $1.2 milioni in imposte sulle vendite di quadri contemporanei dal valore di $15 milioni. Gli autori delle opere erano Mark Rothko, Richard Serra, Roy Lichtenstein e Willem de Koonig. Nell'aprile 2003 ha guidato anche il processo contro Frank Quattrone, accusato di aver imposto ai propri dipendenti nel 2000 di distruggere le prove richieste dagli investigatori che stavano indagando nelle sue pratiche bancarie di investimento presso Credit Suisse First Boston. Nel giugno 2003, Comey ha svelato l'esistenza di Operazione "Project Meltdown", avviata nel gennaio 1999 dalla Task Force El Dorado, la quale ha individuato quantità ingenti di oro e diamanti spediti dal cosiddetto "Quartiere dei diamanti" a New York spediti verso la Colombia come profitti di un cartello colombiano della droga, il Cartello di Cali. Dall'operazione risultò l'arresto di undici commercianti di gioielli, incluso Luis Kuichis, proprietario di Alberto Jewelry, Jaime Ross, proprietario di Ross Refiners sulla 47ª strada di New York, e il padre e figlio Romand ed Eduard Nektakov, originari dell'Uzbekistan e immigrati a New York nel 1972 stabilendosi a Forest Hills e creando la Roman Jewelers nel 1974, anch'essi sulla 47ª strada di New York. Nel novembre 2003, Comey ha guidato il processo derivante dell'Operazione Wooden Nickel, la quale ha portato a denunce e imputazioni contro 47 individui coinvolti in truffe di scambi di valuta estera.

### Vice-procuratore generale (2003-2005)

#### Il caso Plame
Comey nominò Patrick Fitzgerald come consigliere speciale per il Capo delle indagini della gran giurì all'interno del caso Plame, dopo che il Procuratore Generale John Ashcroft si ricusò.

#### Le intercettazioni della National Securiy Agency (NSA)
A inizio gennaio 2006, il New York Times, nel corso di una sua inchiesta sul programma di sorveglianza nazionale priva di mandato da parte dell'Amministrazione Bush, riferì di uno scontro in cui Comey e altri funzionari del Dipartimento di Giustizia si rifiutarono di certificare la legalità degli aspetti centrali del programma dell'Agenzia di Sicurezza Nazionale (National Security Agency, abbrev. NSA). Il Dipartimento di Giustizia emise un accertamento con cui si affermava che le intercettazioni nazionali parte del Programma di sorveglianza del Terrorismo (dall'inglese, Terrorist Surveillance Program o TSP) fossero incostituzionali se queste fossero state attuate senza un previo mandato giudiziario. Stando alle procedure della Casa Bianca, l'approvazione del Dipartimento di Giustizia era necessario affinché il programma potesse essere rinnovato. A inizio marzo 2004, il Direttore dell'FBI Robert S. Mueller III e Comey prepararono le proprie dimissioni qualora la Casa Bianca avesse respinto l'accertamento del Dipartimento di Giustizia circa l'incostituzionalità del programma.
Il 10 marzo 2004, mentre la questione era ancora in sospeso, il Procuratore generale degli Stati Uniti John Ashcroft si stava riprendendo presso l'unità di terapia intensiva presso il George Washington University Hospital dopo un intervento chirurgico alla cistifellea. Sua moglie era con lui. Ashcroft si ricusò da qualsiasi decisione del Dipartimento di Giustizia per il corso della sua convalescenza, designando Comey come Procuratore generale ad interim. Nella sua stanza d'ospedale Ashcroft venne visitato dai funzionari della Casa Bianca Alberto Gonzales e Andrew Card, i quali gli fecero pressioni affinché firmasse dei documenti che autorizzavano il programma di sorveglianza su scala nazionale. Allarmata dalla situazione, la moglie di Ashcroft telefonò a Comey chiedendogli di raggiungerli in ospedale, il quale a sua volta convocò il Direttore dell'FBI Mueller e altri due funzionari del Dipartimento di Giustizia, Jack Goldsmith e Patrick Philbin. Nessuno dei quattro concordò con l'autorizzazione per il rinnovo del programma, e Ashcroft si rifiutò di agire mentre era ricusato. Nelle memorie del 2007 di Goldsmith, affermò che Comey giunse in ospedale per supportare Ashcroft nel resistere alla pressione da parte della Casa Bianca. Successivamente Comey confermò la veridicità di questa serie di eventi nel corso della testimonianza alla Commissione sulla Magistratura del Senato degli Stati Uniti, prestata il 16 maggio 2007. Le note del Direttore dell'FBI Mueller sull'episodio del 10 marzo 2004, consegnate alla Commissione sulla Magistratura, confermano che egli "vide il Procuratore generale, John Ashcroft, nella stanza debole, a malapena articolate e chiaramente stressato".
Comey e Mueller cancellarono i loro programmi di dimissioni a seguito dell'incontro diretto con il Presidente Bush del 12 marzo 2004, il quale diede disposizioni che venissero implementati modifiche ai requisiti per il programma di sorveglianza.

#### Tecniche di interrogatorio potenziato
Mentre Comey ricopriva la carica di Vice-procuratore generale nel 2005, ha sostenuto un memorandum che approvava l'uso di 13 delle cosiddette tecniche di interrogatorio potenziato, che includevano l'annegamento simulato e la privazione forzata del sonno fino a 180 ore (sette giorni e mezzo), che sarebbero usate da parte della CIA nell'interrogare i sospettati. Comey ha obiettato a un secondo memorandum, redatto da Daniel Levin e firmato da Steven G. Bradbury, il quale affermava che queste tecniche possono essere applicate in combinazione. Comey è stato uno dei pochi membri dell'Amministrazione Bush che hanno provato a prevenire o limitare l'uso della tortura.
Durante la sua udienza di conferma, Comey ha affermato che secondo la sua opinione la pratica di annegamento simulato costituiva tortura, che la Convenzione delle Nazioni Unite contro la tortura fosse "molto vaga" e difficile da interpretare come vietante tale pratica. Nonostante ritenesse che tale pratica fosse lecita al tempo, Comey dissentì fortemente con queste pratiche e per quanto riguarda le policy, si oppose alla loro implementazione. Le sue obiezioni vennero infine respinte dal Consiglio per la sicurezza nazionale.

## Settore privato (2005-2013)
Comey ha lasciato il Dipartimento di Giustizia nell'agosto 2005. Nello stesso mese, è stato annunciato che Comey sarebbe andato a lavorare nel settore privato, divenendo il Responsabile dell'ufficio legale e Vicepresidente senior per Lockheed Martin, la più grande azienda bellica del Dipartimento della difesa degli Stati Uniti d'America. Il mandato di Comey è divenuto effettivo il 1º ottobre 2005, occupando tale incarico fino al 2 giugno 2010, quando ha annunciato che avrebbe lasciato Lockheed Martin per entrare a far parte del comitato direttivo della Bridgewater Associates, una società di gestione degli investimenti con sede nel Connecticut. Comey ha ricevuto una buonuscita da tre milioni di dollari dalla Bridgewater, la quale avrebbe aumentato il suo patrimonio netto del tempo stimato a 14 milioni di dollari (nel 2013 Comey riferì al Senato che il suo patrimonio netto ammontava a 11 milioni di dollari).
Il 1º febbraio 2013, dopo aver lasciato la Bridgewater, è stato nominato dalla ricercatore senior e docente della cattedra "Hertog" sul diritto della sicurezza nazionale, presso la Columbia Law School. Egli è stato anche inserito nel comitato direttivo dell'ente finanziario londinese HSBC Holdings, con lo scopo di migliorare il programma di conformità aziendale in seguito l'accordo da 1.9 miliardi di dollari tra la HSBC e il Dipartimento di Giustizia, per non aver rispettato i requisiti basilari di due diligence (in italiano: dovuta diligenza) in materia di riciclaggio di denaro per quanto riguardava i traffici dei cartelli messicani della droga e il finanziamento al terrorismo. Dal 2012, fa anche parte del Comitato consultivo per la politica di difesa degli Stati Uniti (dall'inglese: Defense Policy Board Advisory Committee).

### Testimonianza di fronte alle Commissioni del Congresso
Nel maggio 2007, Comey ha testimoniato di fronte al Comitato sulla magistratura del Senato degli Stati Uniti e di fronte alla Sottocommissione per il diritto commerciale e amministrativo della Camera dei deputati degli Stati Uniti sulla controversia circa il licenziamento di nove Procuratori generali del 2006. La sua testimonianza contraddisse quella dell'ex-Procuratore generale Alberto Gonzales, il quale affermò che i licenziamenti erano motivati dalle scarse prestazioni da parte di alcuni dei procuratori licenziati. Comey rimarcò come il Dipartimento di giustizia dovesse essere percepito come non schierato politicamente e apolitico per poter funzionare correttamente.
Il seguente è un estratto dalla suddetta testimonianza: "Il Dipartimento di Giustizia, a mio parere, è gestito da nomine politiche del Presidente. Gli Stati Uniti. avvocati sono nomine politiche del Presidente. Ma una volta che prendono quei lavori e gestiscono questa istituzione, è molto importante a mio parere che quell'istituzione sia un'altra nella vita americana, perché la mia gente ha dovuto alzarsi in piedi davanti a giurie di ogni ordine e grado, parlare con gli sceriffi di ogni ordine e grado, giudici di ogni ordine e grado. Dovevano essere visti come i buoni, e non come questa amministrazione o quell'amministrazione."

### Le considerazioni della Corte Suprema degli Stati Uniti
Politico riferì nel maggio 2009, che alcuni funzionari della Casa Bianca fecero pressione affinché Comey fosse incluso nella lista dei candidati a prendere il posto del giudice associato David Souter presso la Corte Suprema degli Stati Uniti. Politico in seguito riferì che diversi attivisti liberali erano sconvolti della possibilità che il nome di Comey venisse preso in considerazione. John Brittain del Comitato degli avvocati per i diritti civili, affermò che "[Comey] è giunto con i Bush. Cosa vi fa pensare che possa essere un pollice o due più al centro rispetto a [John] Roberts? Ne sarei enormemente deluso."
Nel 2013 Comey è stato firmatario di una amicus curiae presentata alla Corte Suprema in supporto del matrimonio omosessuale durante il caso Hollingsworth v. Perry del 2013, che rese nuovamente legali i matrimoni omosessuali nello stato della California.

## Direttore dell'FBI (2013-2017)
I report del maggio 2013 vennero ufficializzati il mese successivo quando il Presidente Barack Obama svelò che avrebbe nominato Comey come successore a Robert Mueller alla carica di Direttore dell'FBI. Apparentemente, Comey venne scelto rispetto alla candidatura di Lisa Monaco, che aveva presieduto questioni di sicurezza nazionale presso il Dipartimento di Giustizia durante l'attacco al Consolato degli Stati Uniti d'America a Bengasi, in Libia, l'11 settembre 2012.
Il 29 luglio 2013 il Senato confermò Comey per il mandato decennale come Direttore dell'FBI. Venne confermato con una votazione di 93 a 1; due senatori si astennero. Il 4 settembre 2013 ha prestato giuramento di fronte al presidente Barack Obama direttore del FBI, percependo uno stipendio di 185.000 dollari l'anno, l'accettazione dell'incarico gli ha prodotto una perdita netta rispetto ai 3 milioni annui erogatigli dal suo precedente datore di lavoro privato, Bridgewater Associates.
Il suo mandato di direttore si è concluso il 9 maggio 2017, quando è stato rimosso dall'incarico per mano del presidente Donald Trump, su indicazione di due membri del suo governo, il Procuratore generale della Giustizia (Attorney General), Jeff Sessions, e il suo vice (Deputy Attorney General), Rod Rosenstein. Lo scandalo prodotto dall'estromissione ha causato la nomina di Robert Mueller come procuratore indipendente, incaricato di indagare sul Russiagate, mentre sulle cause del licenziamento di Comey il Congresso degli Stati Uniti svolgeva un'indagine.

### Dichiarazioni sul rapporto tra polizia e afroamericani
Nel febbraio 2015, Comey ha tenuto un discorso alla Università di Georgetown di Washington, riguardo al rapporto tra la polizia e la comunità afroamericana. In tale occasione affermò che: "In molti punti della storia americana, le forze dell'ordine hanno applicato lo status quo - uno status quo che era spesso brutalmente ingiusto nei confronti di gruppi svantaggiati", citando come esempio i suoi antenati irlandesi, di cui disse che, all'inizio del XX secolo, venissero spesso considerati dalle forze dell'ordine come ubriachi e criminali. Ha poi aggiunto che "gli irlandesi hanno avuto alcuni momenti difficili, seppur non regga il confronto con le esperienze degli Americani neri sul nostro suolo". Andò poi avanti a evidenziare alcune questioni sociali come la mancanza di opportunità di lavoro e di istruzione che possono portare i giovani uomini neri alla criminalità.
Comey affermò:
"Gli agenti di polizia di pattuglia nelle città della nostra nazione spesso operano in ambienti in cui una percentuale enormemente sproporzionata di criminalità di strada è commessa da giovani uomini di colore. Succede qualcosa alle persone di buona volontà che lavorano in quell'ambiente. Dopo anni di lavoro da poliziotto, gli agenti spesso non possono fare a meno di essere influenzati dal cinismo che sentono. Un cortocircuito mentale diventa quasi irresistibile."
Ad ottobre 2015, Comey tenne un discorso in cui espresse preoccupazioni che le registrazioni video con le body-cam potessero risultare in un'azione di polizia meno efficace; questa opinione contraddiceva la posizione pubblica del Presidente. Qualche giorno dopo, il Presidente Obama incontrò Comey nello Studio Ovale per discutere della questione.
Durante un discorso del 23 ottobre 2015 presso la Facoltà di giurisprudenza dell'Università di Chicago, Comey ha affermato:
"Ricordo che mi chiesero perché stessimo portando avanti così tanto l'azione penale nei quartieri neri e arrestando così tanti uomini neri. Dopo tutto, Richmond era circondata da aree con popolazioni prevalentemente bianche. Sicuramente vi erano spacciatori di droga nelle periferie. La mia risposta fu semplice: noi siamo presenti in quei quartieri perché lì è dove le persone stanno morendo. Questi sono i ragazzi che arrestiamo perché loro sono i predatori che strozzano la vita della comunità. Noi abbiamo fatto questo perché credevamo che tutte le vite importano, in particolare quelle più vulnerabili."

### Dichiarazioni sulla Polonia e l'Olocausto
Nell'aprile 2015, Comey ha parlato all'United States Holocaust Memorial Museum di Washington, esprimendosi a favore di una maggiore istruzione sull'Olocausto. Dopo che il The Washington Post pubblicò una versione del suo discorso, Anne Applebaum scrisse che con il riferimento agli "assassini e complici della Germania, della Polonia e dell'Ungheria" Comey stava erroneamente alludendo che i polacchi fossero responsabili dell'Olocausto quanto i tedeschi. Il suo discorso fu anche criticato dalle autorità polacche, e l'Ambasciatore degli Stati Uniti d'America in Polonia, Stephen D. Mull, fu convocato al Ministero degli Affari Esteri polacco. Applebaum scrisse che Comey, "in un discorso che è stato ristampato in The Post in cui si è espresso a favore di un maggior insegnamento dell'Olocausto, ha dimostrato quanto sia lui stesso ad averne enormemente bisogno".
L'ambasciatore Mull ha rilasciato delle dichiarazioni di scuse ufficiali per le osservazioni di Comey. Quando gli è stato chiesto un commento sulla questione, Comey disse: "Mi dispiace collegare la Germania e la Polonia. [..] Lo Stato polacco non ha alcuna responsabilità per gli orrori imposti dai nazisti. Vorrei non aver usato alcun nome di paesi perché il mio punto era universale e sulla natura umana."

### Attacco hacker all'Ufficio per la Gestione del personale degli Stati Uniti
Nel giugno 2015, l'Ufficio per la gestione del personale degli Stati Uniti (USOPM) annunciò di essere stato obbiettivo di un data breach (in italiano, violazione dei dati) che aveva come obbiettivo i dati di ben 4 milioni di persone. Successivamente, Comey sostenne che furono interessati i dati di 18 milioni di persone. Il Washington Post riferì che l'attacco ebbe origine in Cina, citando alcuni funzionari governativi anonimi. Comey affermò sulla questione: "È un grosso problema dal punto di vista della sicurezza nazionale e dal punto di vista del controspionaggio. È un tesoro di informazioni su tutti coloro che hanno lavorato, provato a lavorare o lavorano per il governo degli Stati Uniti."

### Indagini sulle mail di Hillary Clinton
Il 10 luglio 2015 l'FBI aprì un'indagine penale sull'utilizzo da parte di Hillary Clinton di un server mail privato mentre era Segretario di Stato. Il 29 giugno 2016 il Procuratore Generale Loretta Lynch e Bill Clinton si incontrarono a bordo dell'aereo della prima sulla pista dell'Aeroporto Internazionale di Phoenix-Sky Harbor, portando a richieste per la sua ricusazione. Lynch a quel punto annunciò che avrebbe accettato "in toto" la raccomandazione dell'FBI in relazione all'indagine. Il 2 luglio 2016 gli agenti dell'FBI terminarono le indagini interrogando Hillary Clinton nel quartier generale dell'FBI; a seguito di tale episodio, Comey e i suoi associati decisero che non sussisteva alcun fondamento per un'accusa penale nel caso di specie.

#### Pubblicazione di informazioni sulle indagini
Il 5 luglio 2016, Comey annunciò la raccomandazione dell'FBI secondo cui il Dipartimento di Giustizia degli Stati Uniti non avrebbe sporto alcuna accusa penale in relazione alla controversia delle mail di Hillary Clinton. Nel corso di una conferenza stampa di quindici minuti nel J. Edgar Hoover Building, Comey ha definito "estremamente negligente" il comportamento del Segretario di Stato Clinton e dei suoi collaboratori, ma concluse che "nessun procuratore ragionevole avrebbe portato un caso del genere". Si riteneva al tempo che fosse la prima volta che l'FBI divulgasse pubblicamente la sua raccomandazione all'accusa al Dipartimento di Giustizia. Il 7 luglio 2016, Comey è stato interrogato da un Comitato della Camera guidato dai Repubblicani durante un'udienza riguardante la raccomandazione dell'FBI.
Il 26 ottobre 2016, due settimane prima delle elezioni presidenziali, Comey apprese che degli agenti dell'FBI, mentre indagavano su un altro caso in cui era coinvolto l'ex-Membro del congresso Anthony Weiner, avevano trovato sul computer di Weiner delle mail tra sua moglie, Huma Abedin, e Hillary Clinton. Sostenendo di aver pensato che ci sarebbero voluti mesi per visionare le mail di Weiner, Comey ritenne di dover informare il Congresso degli Stati Uniti sul fatto che l'indagine sarebbe stata riaperta alla luce delle nuove informazioni di cui si era entrati in possesso. Gli avvocati del Dipartimento di giustizia lo avvertirono che rendere pubbliche informazioni su delle indagini in corso non fosse coerente con le politiche del dipartimento; tuttavia, Comey considerò tali politiche come delle "linee guida" piuttosto che delle regole blindate. Egli ritenne che non rivelare le nuove informazioni avrebbe voluto dire ingannare il Congresso e l'opinione pubblica. Il 28 ottobre, Comey inviò una lettera ai membri del Congresso per avvertirli che l'FBI stesse revisionando ulteriori mail. I Membri del Congresso rivelarono l'informazione al pubblico nel giro di pochi minuti. I legislatori repubblicani e democratici, così come le campagne presidenziali di Clinton e Trump, invitarono Comey a fornire maggiori dettagli.
La campagna presidenziale di Hillary Clinton e diversi ex-funzionari e commentatori criticarono la decisione di Comey di annunciare la riapertura delle indagini. Il professore di giurisprudenza, Richard Painter presentò dei reclami contro l'FBI presso l'Ufficio del Consiglio Speciale degli Stati Uniti e l'Ufficio sull'etico del governo degli Stati Uniti proprio per la lettera di Comey al Congresso, sostenendo che l'agire di Comey si configurasse come un abuso di potere e la violazione del divieto per dei funzionari governativi di influenzare delle elezioni, ai sensi dell'Hatch Act.
Gli investigatori riceverono ulteriori risorse così da poter completare la revisione delle nuove mail prima del giorno delle elezioni. Il 6 novembre 2016 Comey scrisse una seconda lettera indirizzata al Congresso in cui scrisse: "sulla base della nostra revisione, non abbiamo modificato le nostre conclusioni già espresse a luglio."
Comey fu ampiamente criticato per le sue decisioni sia dalla destra che dalla sinistra statunitense. Secondo i responsabili della campagna presidenziale della Clinton, le lettere hanno di fatto fermato lo slancio della campagna presidenziale danneggiando le possibilità della Clinton di fronte agli elettori particolarmente ricettivi delle tesi di Trump secondo cui fosse in piedi "un sistema truccato." L'analista politico Nate Silver commentò su Twitter affermando che Comey abbia avuto un "impatto consistente e misurabile sulla corsa" alla presidenza. Altri analisti, come il consulente strategico dei Democratici David Axelrod, affermò che le azioni pubbliche di Comey furono uno dei tanti fattori cumulati che costarono le elezioni a Hillary Clinton. Il 3 maggio 2017, Comey testimoniò di fronte alla Commissione giudiziaria del Senato, affermando: "Mi rende vagamente nauseato pensare che possiamo aver avuto un qualche impatto sull'elezione," ma che "onestamente, ciò non cambierebbe la mia decisione" di rilasciare tali informazioni.

#### Indagini
Il 12 gennaio 2017, l'Ufficio dell'Ispettore generale del Dipartimento di Giustizia degli Stati Uniti ha annunciato l'avvio di un'indagine ufficiale volta a verificare se l'FBI abbia implementato le corrette procedure nel condurre le indagini su Hillary Clinton e se il personale dell'agenzia non abbia fatto "considerazioni inadeguate".
Il 27 luglio 2017, il Comitato giudiziario della Camera degli Stati Uniti ha preso la decisione di richiedere i documenti collegati all'operato di Comey, comprese le indagini su Hillary Clinton, la condotta di Comey durante le elezioni presidenziali del 2016 e la sua pubblicazione delle sue memorie sulla stampa. I membri repubblicani del Comitato hanno scritto una lettera al Procuratore generale Jeff Sessions, chiedendogli di nominare un secondo procuratore speciale per indagare su queste questioni.
Nel settembre 2017, due repubblicani del Comitato giudiziario del Senato degli Stati Uniti, Chuck Grassley e Lindsey Graham, hanno sostenuto che Comey avesse pianificato di scagionare Hillary Clinton durante lo scandalo delle mail prima ancora che l'FBI avesse completato le indagini. La tesi è stata confermata dalla FBI stessa nell'ottobre, la quale ha rilasciato una nota di Comey datata 2 maggio 2016, mentre Comey aveva interrogato ufficialmente la Clinton il 2 luglio 2016. L'ex-agente dell'FBI, Ron Hosko ha replicato affermando che "si tende a raggiungere le considerazioni finali quando l'indagine si sta concludendo, non mesi prima". Donald Trump nell'occasione ha definito l'episodio come "disgraziato". Al contrario, l'ex-portavoce del Dipartimento di giustizia Matthew Miller ha scritto in un tweet che "la decisione non è mai presa fino alla fine, anche quando c'è il 99% di probabilità che le cose siano andate in quella maniera".
Nel testo originale della nota di Comey sullo scagionamento della Clinton si leggeva che essa avesse commesso una "grave negligenza" (gross negligence), che però è un reato per l'ordinamento statunitense. Tuttavia, la scelta delle parole venne cambiata successivamente in "estrema disattenzione" (extreme carelessness). Nel dicembre 2017, è stato rivelato che la modifica venne fatta da Peter Strzok, un agente dell'FBI che prese parte successivamente al caso Mueller per poi essere licenziato dopo aver scambiato messaggi privato con un avvocato dell'FBI, atto che poteva essere visto come un favoreggiamento politico verso la Clinton.
Il 14 giugno 2018, l'Ispettore generale Michael Horowitz ha pubblicato il suo rapporto  in cui criticò la gestione Comey delle indagini sulle mail della Clinton descrivendole come una insubordinazione. Nello specifico, Horowitz ha affermato che Comey ha compiuto un "grave errore di giudizio", che ha "esautorato l'autorità del Procuratore generale", "scelto di deviare" dalle procedure previste e che si è esposto "nel proprio e soggettivo processo decisionale ad hoc" annunciando pubblicamente che non avrebbe raccomandato alcuna accusa nell'indagine sulle mail della Clinton nel luglio 2016 e inviando successivamente una lettera al Congresso degli Stati Uniti riguardo la riapertura del caso. Il rapporto di Horowitz non ha trovato alcuna evidenza di pregiudizio politico, sebbene altri alti funzionali dell'FBI avessero mostrato una "disponibilità a intraprendere azioni ufficiali" per impattare negativamente la campagna presidenziale di Donald Trump.

### Licenziamento
Il presidente Donald Trump ha licenziato Comey il 9 maggio 2017. Comunicati da parte di Trump e della Casa Bianca suggerivano che Comey fosse stato licenziato per alleggerire la pressione a cui Trump era sottoposto per via del Russiagate. Più tardi lo stesso mese, Comey ha fatto in modo che trapelasse alla stampa una nota che egli aveva scritto dopo un incontro privato con il presidente il 14 febbraio 2017. Nella nota egli scriveva che Trump gli chiese di terminare le indagini dell'FBI su Michael Flynn, l'ex-consigliere per la sicurezza nazionale. Nel marzo e nell'aprile, Trump aveva detto a Comey che i sospetti in corso formavano una "nube" che danneggiava la sua presidenza, chiedendogli di informare il pubblico che non era personalmente sotto inchiesta. Ha chiesto anche al DNI Dan Coats e al direttore della NSA Michael Rogers di pubblicare dichiarazioni che affermassero la non esistenza di prove che la sua campagna si sia concordata con la Russia durante le elezioni del 2016. Entrambi hanno rifiutato, considerando questa una richiesta inadeguata, se non illegale. Comey, alla fine, ha testimoniato l'8 giugno che mentre era direttore, le indagini dell'FBI non erano su Trump stesso. Il Washington Post successivamente ha riferito che entro alcuni giorni dal licenziamento di Comey, l'FBI ha incominciato a indagare su eventuali ostacoli alla giustizia da parte di Trump. L'avvocato di Trump Jay Sekulow ha dichiarato di non essere stato informato di alcuna inchiesta. ABC News ha successivamente segnalato che il consulente speciale stava raccogliendo informazioni preliminari su un possibile intralcio alla giustizia, ma non ha avviato un'indagine su vasta scala.
Il licenziamento, le varie note dettagliate sugli incontri con Trump e la conseguente testimonianza di Comey al Congresso nel giugno dello stesso anno vennero interpretati da alcuni commentatori come prova di intralcio alla giustizia da parte del presidente Trump e divenne parte dell'indagine Mueller. L'Ispettore generale Horowitz trovò che Comey violò le politiche dell'FBI riguardo alle note; tuttavia, venne aggiunto che non ci sono "prove che Comey o i suoi avvocati abbiano rilasciato alcuna informazione classificata contenuta in tali note ai giornalisti." Il Dipartimento di Giustizia decise di non perseguire Comey. Nell'agosto 2019, l'Ufficio dell'Ispettore generale ha rilevato che la conservazione, gestione e diffusione delle note di Comey ha violato le politiche del Dipartimento di Giustizia, le politiche dell'FBI e il suo accordo di lavoro per l'FBI. Nel dicembre 2019, Horowitz ha rilasciato un rapporto in cui si afferma che non sono stati identificati elementi di non neutralità politica di Comey o di altri ufficiali dell'FBI nei confronti di Trump.